# 瀬尾要
瀬尾 要（せお かなめ、1891年（明治24年） - 1934年（昭和9年）1月13日）は、シテ方宝生流能楽師。
「明治の三名人」16世宝生九郎の門下にあってその才気を謳われ、厳格な九郎をして将来の名人と言わしめた。しかし放縦な性格から破門され、その後能楽界に復帰したが大成を見ぬままに没した。その経歴から、泉鏡花「歌行燈」のモデルに擬する説がある。

## 生涯
東京・神田猿楽町の生まれ。初名は於菟道（おとじ）。父は「何処かの役人」で、俳句を趣味とする近所づきあいもない変わり者だったという。弟に大鼓方葛野流の人間国宝・瀬尾乃武があり、その子でシテ方金春流の櫻間辰之・4世櫻間金記からは伯父に当たる。
当時瀬尾家のすぐ隣には宝生流の能楽師である松本金太郎一家が暮らしていた。金太郎は宗家・16世宝生九郎の片腕的存在で、その子・長も九郎の元で修行しのち「宝生流の双璧」と称された人物である。こういった関係から幼い頃から14歳年長の長に実の弟のように可愛がられ、また7、8歳頃からは長から謡の稽古も受けていた。
12、3歳ごろ、能楽師を志し宝生九郎に入門。
九郎は厳格な稽古によって長のほか、野口兼資・近藤乾三・高橋進・田中幾之助といった名人・名手を育て上げたことで知られるが、そうした才能豊かな弟子たちの中にあって要の才気はなお周囲を驚かせるものであった。「全くの天才で麒麟児でした」と記した近藤乾三を始め、田中幾之助、高橋進といった九郎の高弟たちもその才能を絶賛している。弟子たちに容赦なく鉄拳を見舞った九郎も要には手を挙げることが少なかったといい、高橋によれば九郎は「俺よりよくなるだろう」とただならぬ期待を寄せていた。
しかし呑気で磊落な性格から稽古に専念せず、九郎に通わせてもらっていた夜学校の帰りに芝居見物に出かける、門限を破るなどの不行跡が続いた。ある時締め出しを食らって2階から入ろうとし、九郎に泥棒と間違えられ騒動になったこともあったという。
そのために10代で九郎から破門され、一時芸界を去ることとなった。1912年（明治45年）ごろまでには一応破門は解かれたものの、2度と九郎の教えを受けることは許されず、以後は兄弟子・長のもとで活動した。
能評家の坂元雪鳥は、その後の要の能について以下の評を残している。
「二番目は要の『箙』、久し振りで立つたといふ様な気は少しもなく、ヅツシリと重味のある芸風で誠に申し分なしであつた。粒の揃つた同流が益優勝になる様に思つた」（1912年、「箙」）
「シテが出て見るとオヤと思つた、どうも行き方が違ひすぎる、姿も違ふ、謡ひ出したら瀬尾君と知れた、同君なら出来る筈だと思ふ。ただし登場の機会を与へられる事の少い為めに何処かに（何処と指摘されない）満足されない憾みがあつた。…（中略）…誰か此男を撻つてくれる人は無いだらうか、而して曾ては九郎翁を驚かした天才の光りを明かにしてやる機会は無いものだらうか。本人まかせでは遂に幕下に甘んじてアグラかいてエヘラエヘラと笑つてるだけらしい」（1924年、「田村」）
「尾能は瀬尾氏の『岩船』、この人はもつと出来るのを、骨惜しみしてゐるやうだつた」（1928年、「岩船」）
結局その才能を惜しまれつつも生涯芸に身を入れることはなく、大成しないまま1934年に没。44歳。兄弟子の長は「呑気ものだつたので途中でノラクラした事などあつて、目ざましい出色もなかつたが、これからといふ働き盛りに亡くした事は可愛想に思ふ」と悼んでいる。
音源として、ビクター・ジュニアレコードから出た「小督」のSPレコードが残されている。

## 泉鏡花「歌行燈」のモデル説
松本金太郎の甥にあたる作家・泉鏡花は1910年（明治43年）、代表作の一つである「歌行燈」で師に勘当された才能ある能役者・恩地喜多八を主人公としたが、そのモデルには瀬尾要を擬すのが通説となっている。
鏡花自身、1911年に雑誌『能楽』に掲載した文章で当時破門中だった要に触れており、
「天才の事で思い出したが、宝生流に瀬尾要と言うのがあった。一体宝生の若手連は遠眼鏡の尻から九郎の芸をのぞいた格で、小さい九郎が幾人も動いているようなものであるが、この瀬尾要にはこの仲間に見ることの出来ない、一種の特徴があって、単に模倣のみでない、個性から流れ出る犯すべからざる芸の力が見えた。…（中略）…凄い程の腕で、同じ型をやるにしても、自ずから気品が溢れでていた」
と絶賛している。
しかしこの説に対し、藤城継夫は要の兄弟子でやはり破門を受けた木村安吉がモデルという説を唱えており、村松定孝は喜多八には要のみならず、鏡花の従兄弟に当たる松本長の面影が投影されていることを指摘している。大河内俊輝も、モデルとなったのは要としながら、その風貌はやはり長をイメージしたものだろうと推測している。